# Bahía Resolute
La bahía Resolute (Resolute Bay en inglés) está localizada en el canal de Parry en el lado sur de la isla Cornwallis, en la Región Qikiqtaaluk, Nunavut, Canadá. La aldea de Resolute, una de las más boreales del mundo, está situada en la costa norte de la bahía Resolute y el aeropuerto homónimo al noroeste. Los habitantes de esta pequeña población eran 229 en el censo de 2006. A la población inuit que vive en el entorno de la bahía se la conoce como 'Qausuittuq'.
En la costa oeste el Centro de Defensa para la Investigación de Telecomunicaciones y el Centro de Investigación de Comunicaciones cuentan con un centro de lanzamiento de cohetes sonda. Entre 1966 y 1977 se lanzaron cohetes de los tipos Black Brant y Boosted Arcas que podían alcanzar la ionosfera.

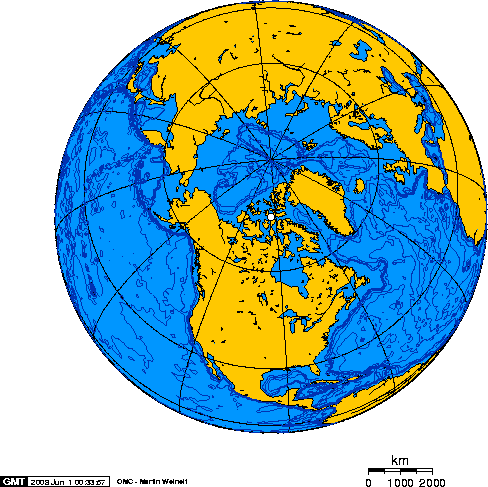
Proyección ortográfica centrada sobre la bahía Resolute.
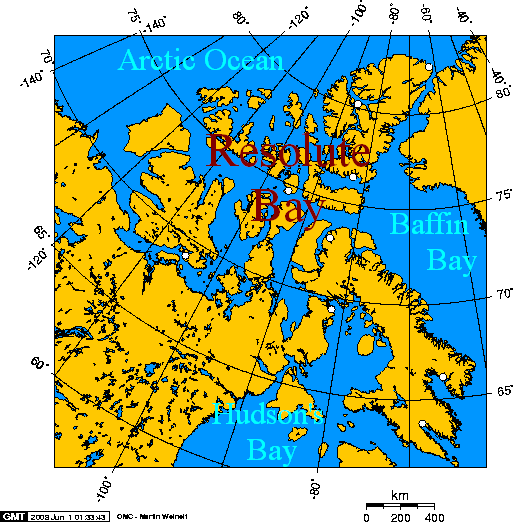
Mapa en proyección de Lambert de la bahía.
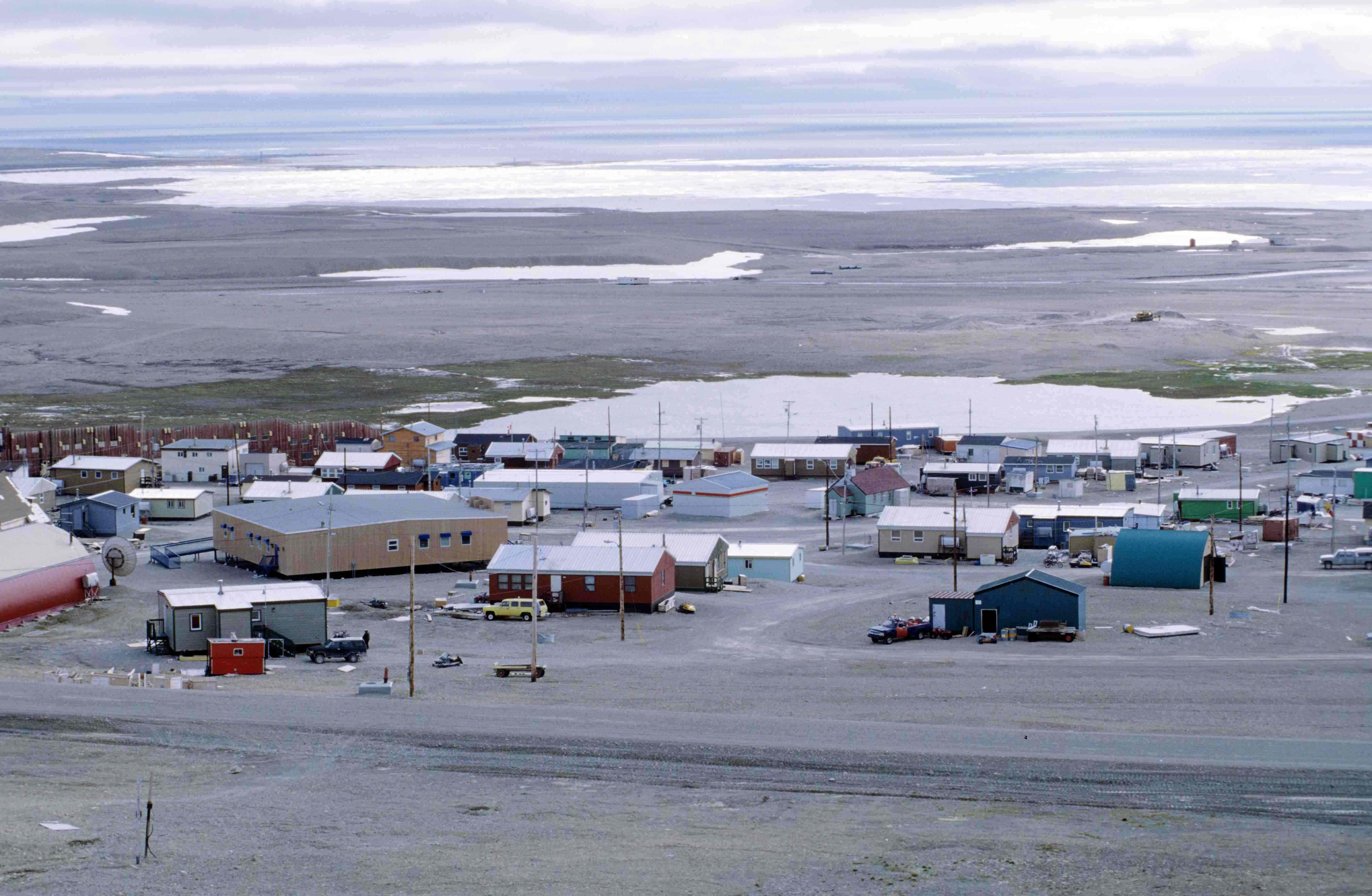
Vista del asentamiento inuit. Agosto de 1997.
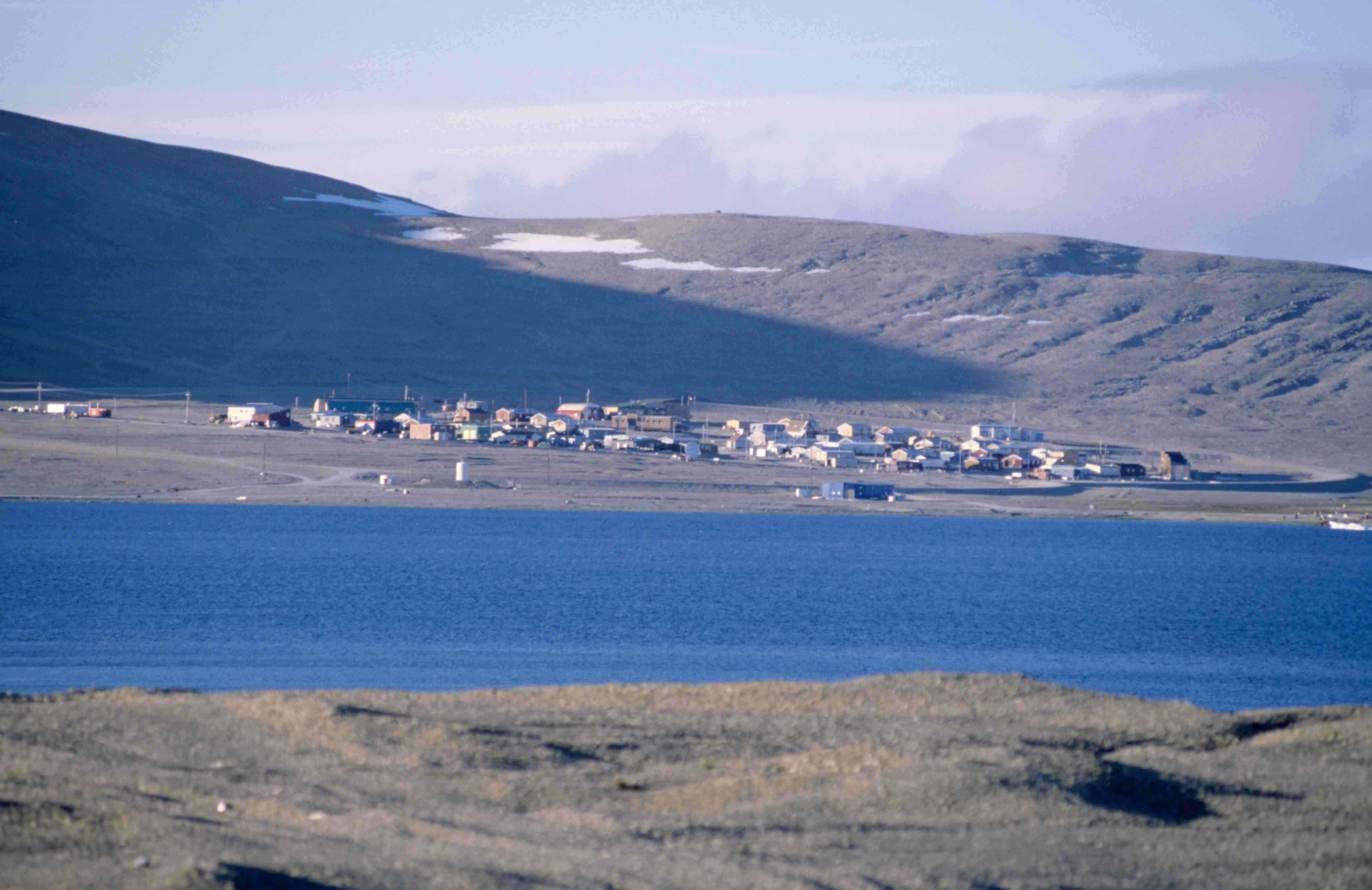
Otra vista del asentamiento situado al final de la bahía. Agosto de 1997.